# Iszmáil Jússzef
Iszmáil Jússzef Avadalláh Mohamed (arabul: إسماعيل يوسف); (1964. június 28. – ) egyiptomi válogatott labdarúgó. 

## Pályafutása

### Klubcsapatban
1983 és 1998 között az Ez-Zamálek játékosa volt, melynek tagjaként négy bajnoki címet (1984, 1988, 1992, 1993) szerzett és négy alkalommal (1984, 1986, 1993, 1996) nyerte meg a bajnokcsapatok Afrika-kupáját. 

### A válogatottban
1985 és 1997 között 52 alkalommal szerepelt az egyiptomi válogatottban és 2 gólt szerzett. Részt vett az 1990-es világbajnokságon, ahol a Hollandia, az Írország és az Anglia elleni csoportmérkőzésen kezdőként lépett pályára. Tagja volt az 1988-as, az 1992-es és az 1996-os afrikai nemzetek kupáján szereplő válogatottnak is.

## Sikerei, díjai
Ez-Zamálek
- Egyiptomi bajnok (4): 1983–84, 1987–88, 1991–92, 1992–93
- Bajnokcsapatok Afrika-kupája győztes (4): 1984, 1986, 1993, 1996
- Afro-ázsiai klubok kupája győztes (2): 1987, 1997
- CAF-szuperkupa győztes (2): 1994, 1997